# Accordeur (outil)
Cet article concerne l'appareil électronique utilisé pour accorder les instruments de musique. Pour le métier, voir Accordeur (métier).

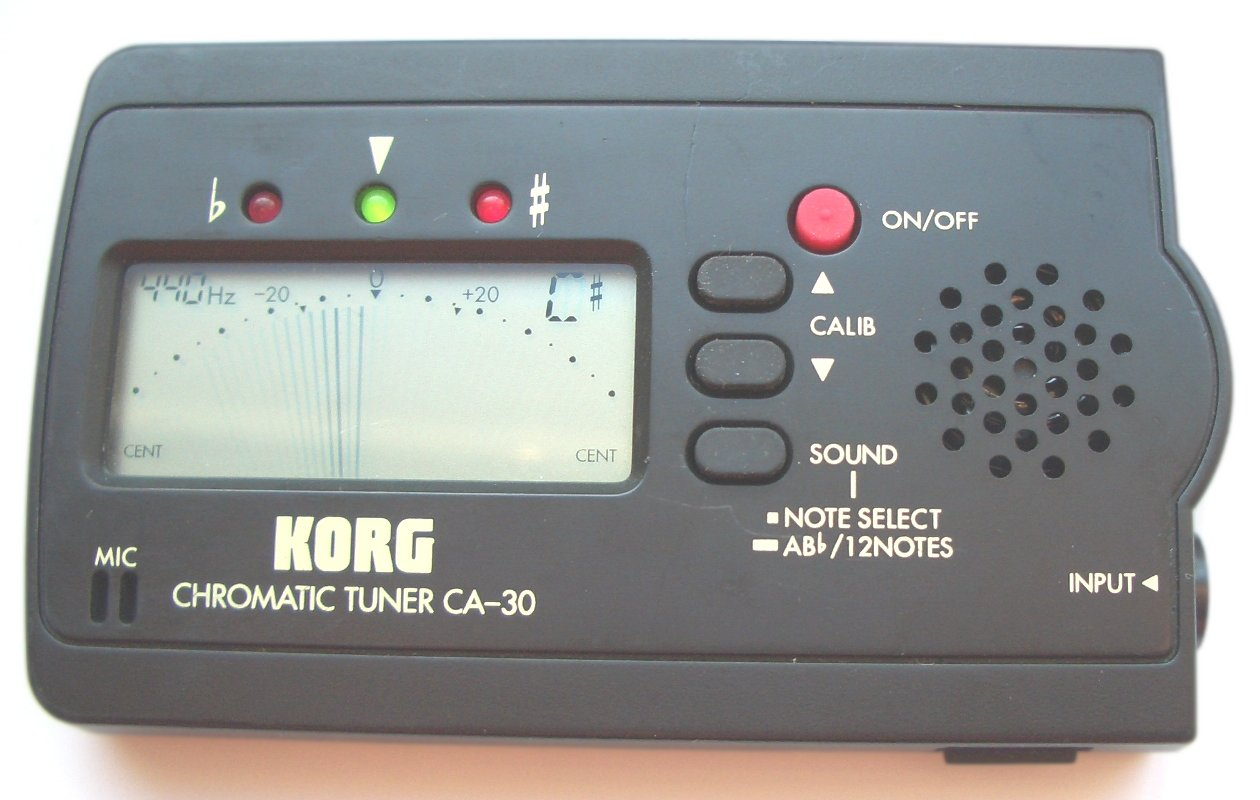
Accordeur chromatique...

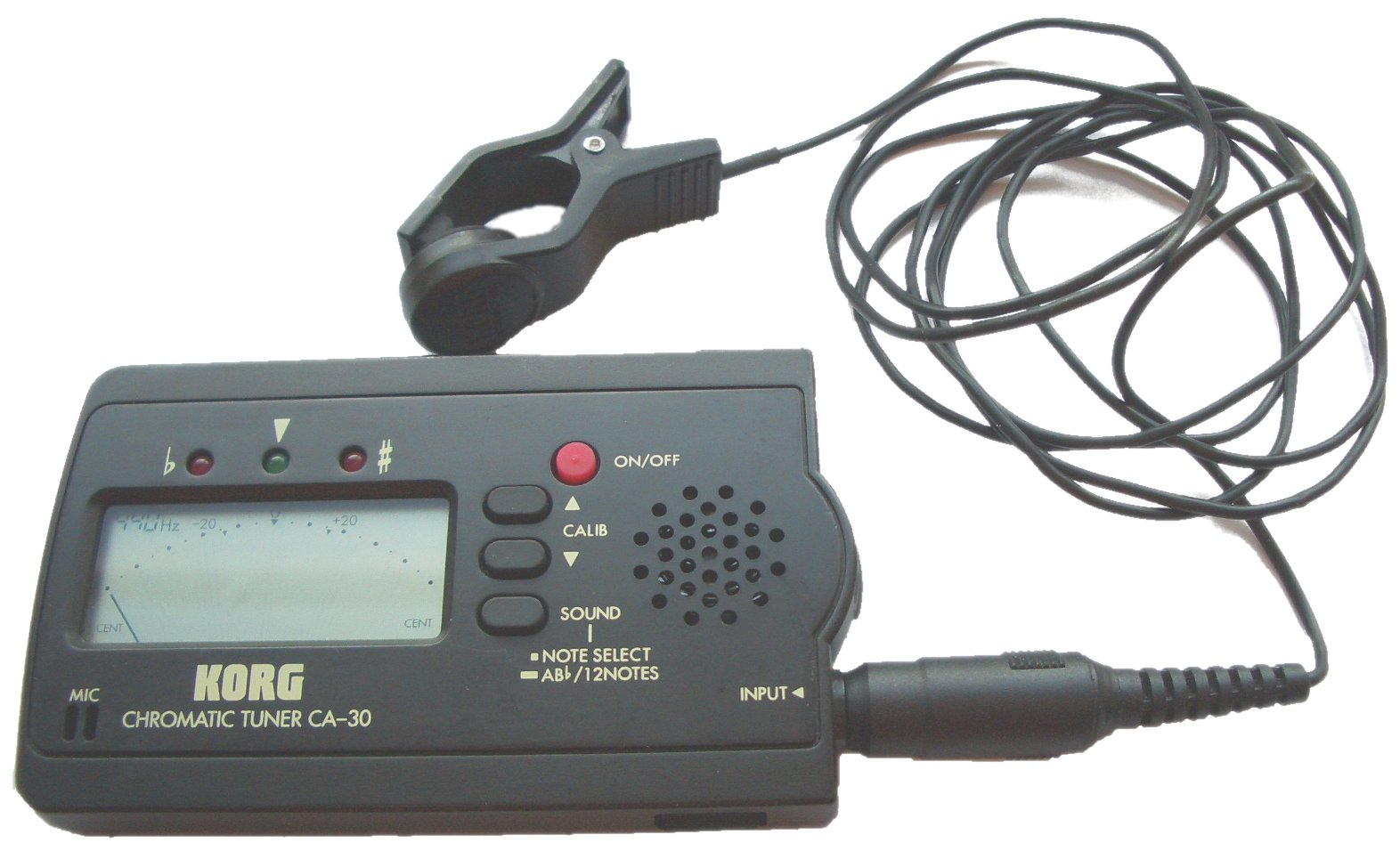
... relié avec son micro.

En musique, un accordeur est un appareil électronique ou acoustique (frappé ou soufflé) indiquant par un signal visuel (cadran à aiguilles, LEDs) la différence en cents entre le son entendu et la référence absolue sélectionnée, correspondant à une note de musique donnée. Certains modèles peuvent aussi, ou seulement, générer les fréquences souhaitées, afin de servir de référence pour l'accordage. 
L'accordeur peut également être une pédale d'effet, intégré au sein d'un multieffet, au format rack ou encore un plugin sur ordinateur. Des applications pour smartphones permettent de transformer son téléphone mobile en accordeur de très grande qualité. Les accordeurs à pince se clipsent directement sur l'instrument et utilisent les vibrations des cordes pour indiquer la fréquence, permettant de s'accorder en silence ou sur une scène bruyante.

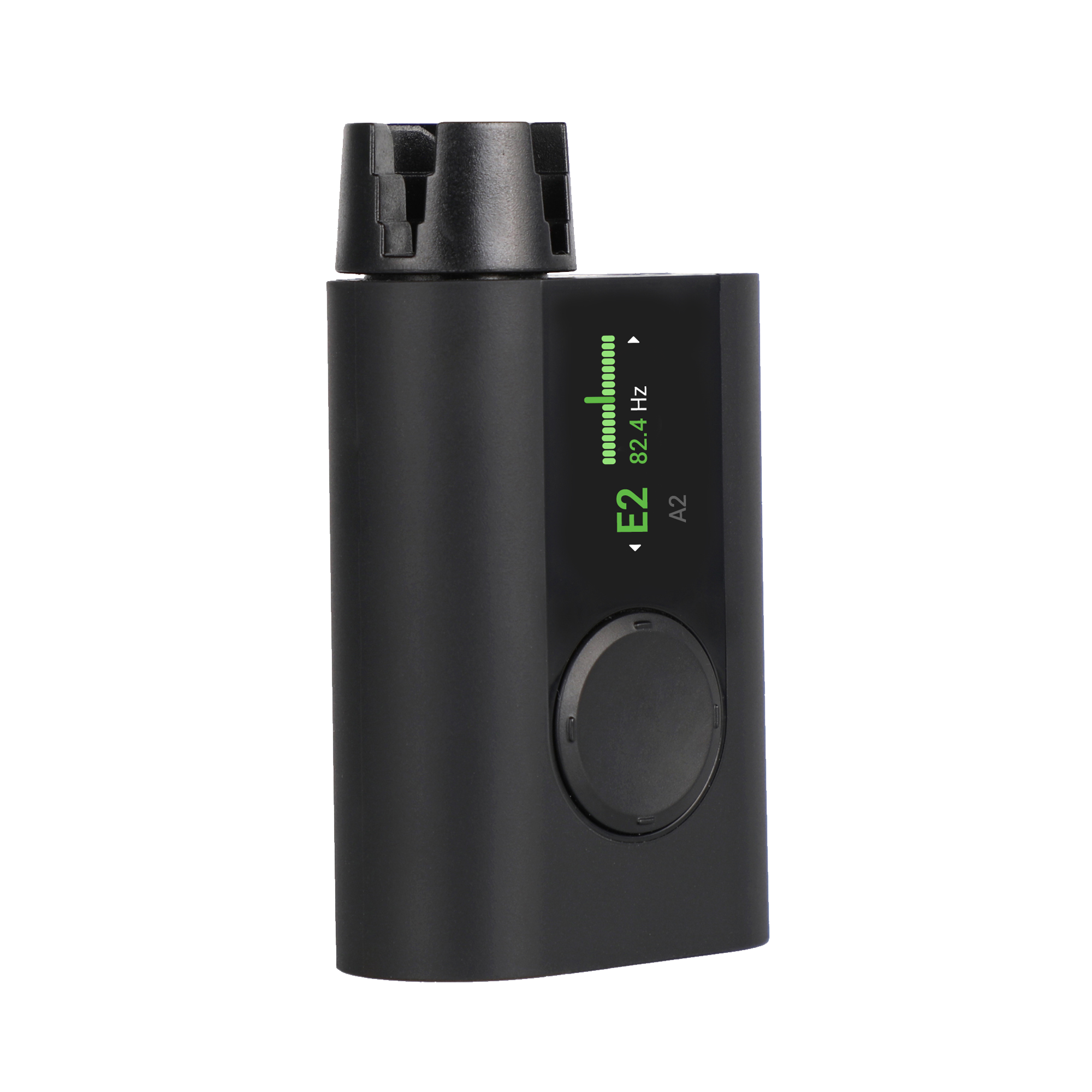
Accordeur automatique pour instrument à cordes. La tête de l'accordeur se met sur la clef de tension de la corde à accorder et tourne jusqu'à la note souhaitée.

Pour les instruments à cordes, il existe également des accordeurs capables de tourner les clefs de tension des cordes. La partie principale de l'accordeur se tient fermement à la main et son extrémité enserre la clef de la corde à ajuster ; en faisant vibrer la corde, le musicien donne une indication de la hauteur de la note et l'appareil tourne la clef jusqu'à obtenir la note voulue. Selon la qualité de l'appareil et l'exigence du musicien, l'accordage est plus ou moins précis. Un des avantages est la rapidité de l'accordage, ce qui peut être pratique pour réaccorder au cours d'une longue prestation.
Les hautboïstes, qui donnent traditionnellement le la pour l'accord de l'orchestre, utilisent fréquemment un accordeur pour ce faire, afin de préciser absolument la hauteur du diapason communiqué.

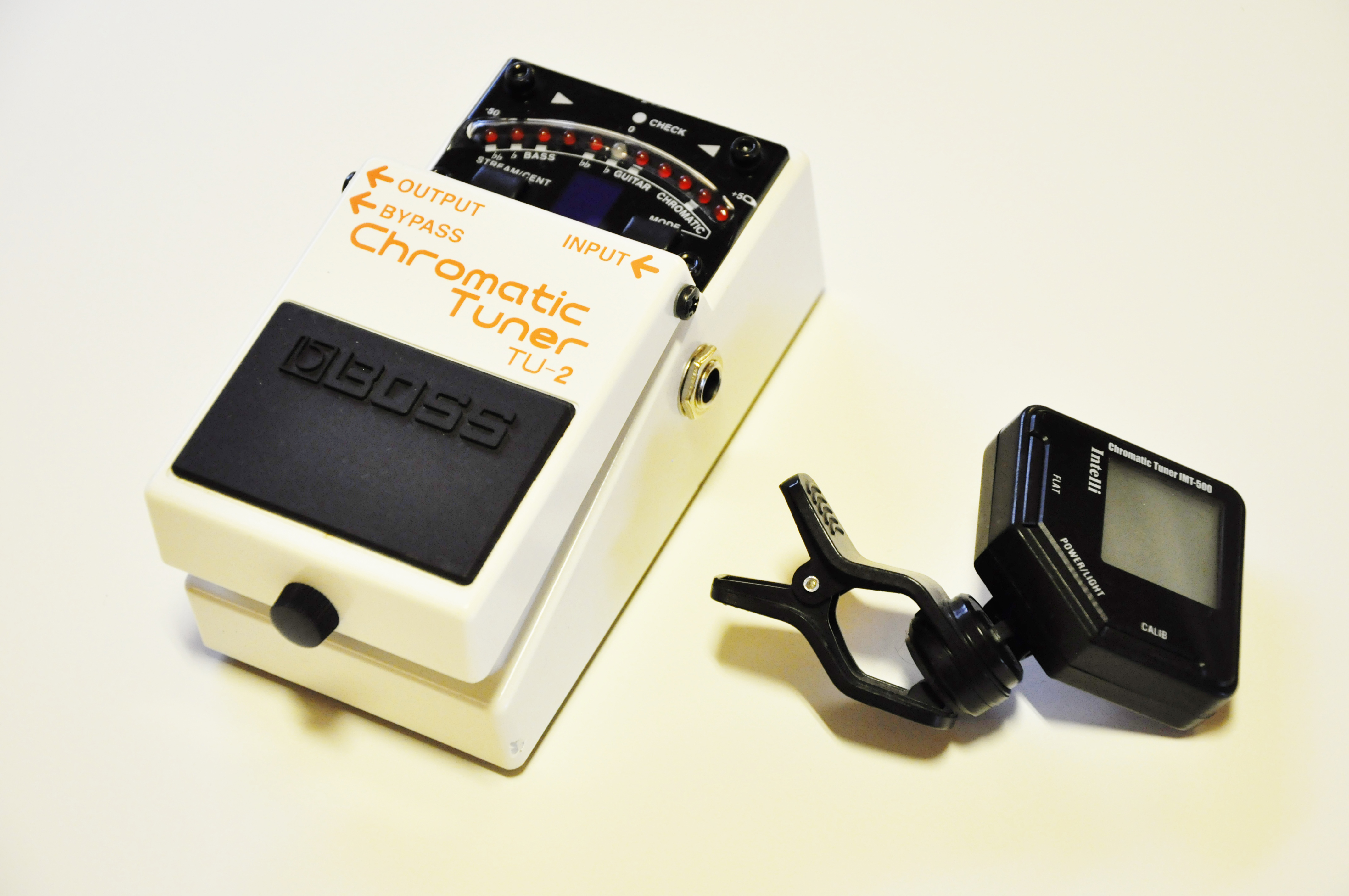
Un accordeur au format pédale (à gauche) et un accordeur se clipsant directement sur l'instrument (à droite).